# Llano Redondo
Llano Redondo är en ort i Mexiko.   Den ligger i kommunen El Barrio de la Soledad och delstaten Oaxaca, i den sydöstra delen av landet, 500 km sydost om huvudstaden Mexico City. Llano Redondo ligger 264 meter över havet och antalet invånare är 139.
Terrängen runt Llano Redondo är kuperad åt sydväst, men åt nordost är den platt. Runt Llano Redondo är det ganska tätbefolkat, med 86 invånare per kvadratkilometer. Närmaste större samhälle är San Jerónimo Ixtepec, 19,6 km söder om Llano Redondo. Omgivningarna runt Llano Redondo är en mosaik av jordbruksmark och naturlig växtlighet.